# Форум издателей во Львове
Форум издателей во Львове (укр. Форум видавців у Львові) — международный книжный форум, который проходит ежегодно в сентябре во Львове, крупнейшая украинская книжная ярмарка. Девиз форума: Amor librorum nos unit (лат. «Любовь к книгам нас объединяет»). Впервые проведен в 1994 году, а с 2006 года — международный.
Идея создания Форума издателей во Львове возникла у Александры Коваль, которая вплоть до 2018 года являлась президентом форума.
Основным наполнением программы Форума являются литературные акции, презентации издательств и авторов, литературные чтения и автограф-сессии. В 1995 году был определён первый победитель конкурса «Книга Форума издателей». Этот конкурс является самым престижным и одним из важнейших событий Форума. С 1997 года в отдельную часть программы Форума выделился литературный фестиваль, самой популярной его акцией является «Ночь поэзии и музыки non-stop». В рамках форума проходят также фестиваль детского чтения «Книгомания» и бизнес-форум, где издатели обсуждают ситуацию в отрасли.
Главные экспозиции Львовского книжного форума располагаются около дворца Потоцких.
В 2020 году 27 форум издателей впервые прошёл в электронном формате.